# Kongsvoll (stacja kolejowa)
Kongsvoll – kolejowy przystanek osobowy w Kongsvoll, gminie Oppdal, w regionie Trøndelag w Norwegii. Jest oddalony od Oslo Sentralstasjon o 393,23 km. Położony na wysokości 886,5 m n.p.m.

## Ruch pasażerski
Stacja obsługuje 6 połączeń dziennie z Oslo S i Dombås oraz cztery z Trondheim S.

## Obsługa pasażerów
Poczekalnia, wiata, parking na 5 miejsc, WC. Odprawa podróżnych odbywa się w pociągu.